# Begonia dregei
Espèce
Synonymes
- Augustia dregei (Otto & Dietr.) Klotzsch[2]
- Augustia dregei (Otto & Dietrich) Klotzsch[3]
- Augustia natalensis Klotzsch[2]
- Augustia suffruticosa (Meisn.) Klotzsch[2]
- Begonia dregei var. dregei[2]
- Begonia macbethii auct.[2]
- Begonia natalensis Hook.[3] [2] [4]
- Begonia partita Irmsch.[2]
- Begonia richardsiana T. Moore[3] [4]
- Begonia richardsiana T.Moore[2]
- Begonia suffruticosa Meisn.[2]

Begonia dregei est une espèce de plantes de la famille des Begoniaceae. Ce bégonia est originaire d'Afrique du Sud. L'espèce fait partie de la section Augustia. Elle a été décrite en 1836 par Christoph Friedrich Otto (1783-1856) et Albert Gottfried Dietrich (1795-1856). L'épithète spécifique dregei signifie « de Dregei », en hommage aux travaux de l'horticulteur et explorateur allemand Jean François (ou Johann Franz) Drège (1794-1881).

## Description

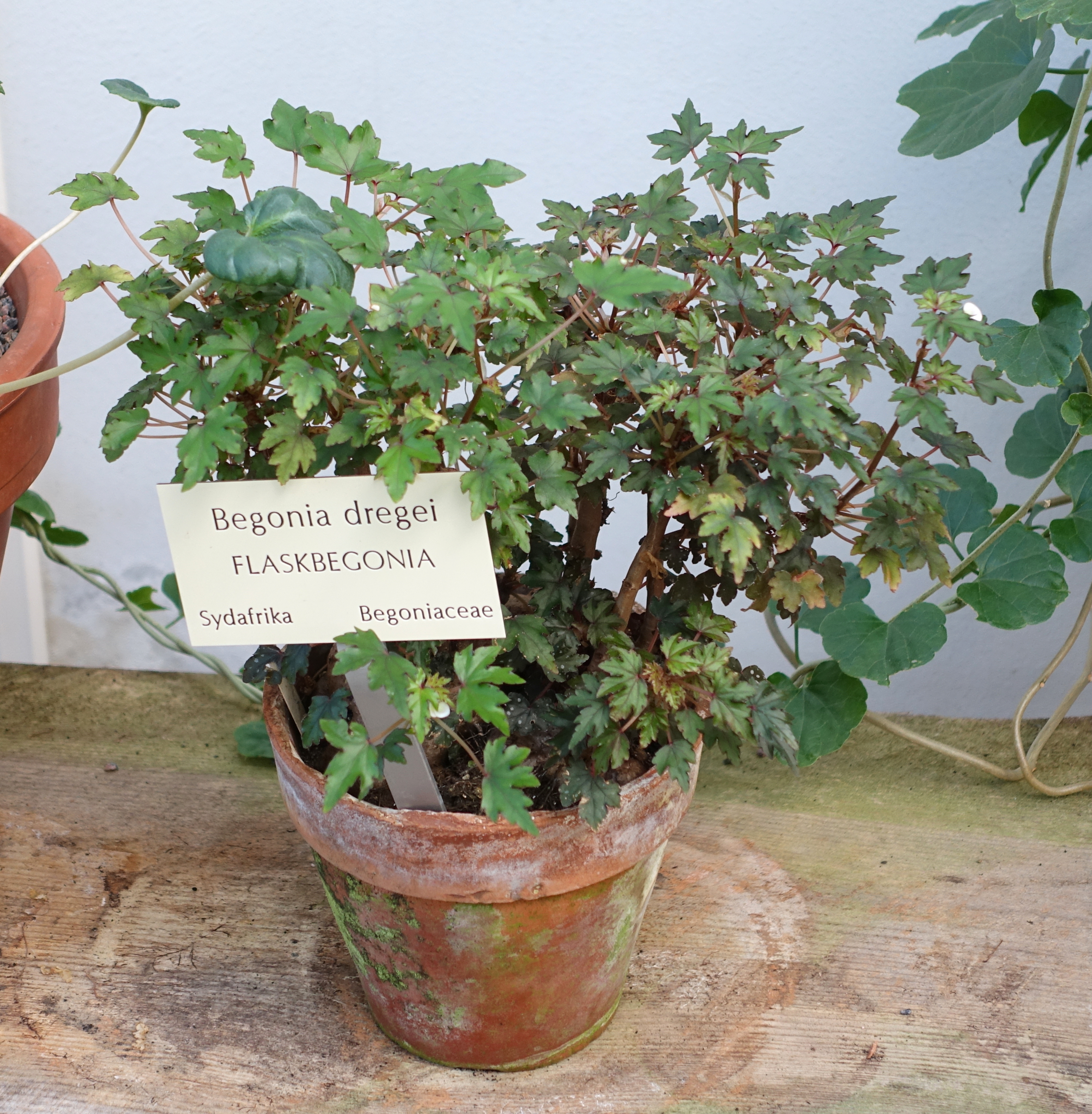
Vue d'ensemble
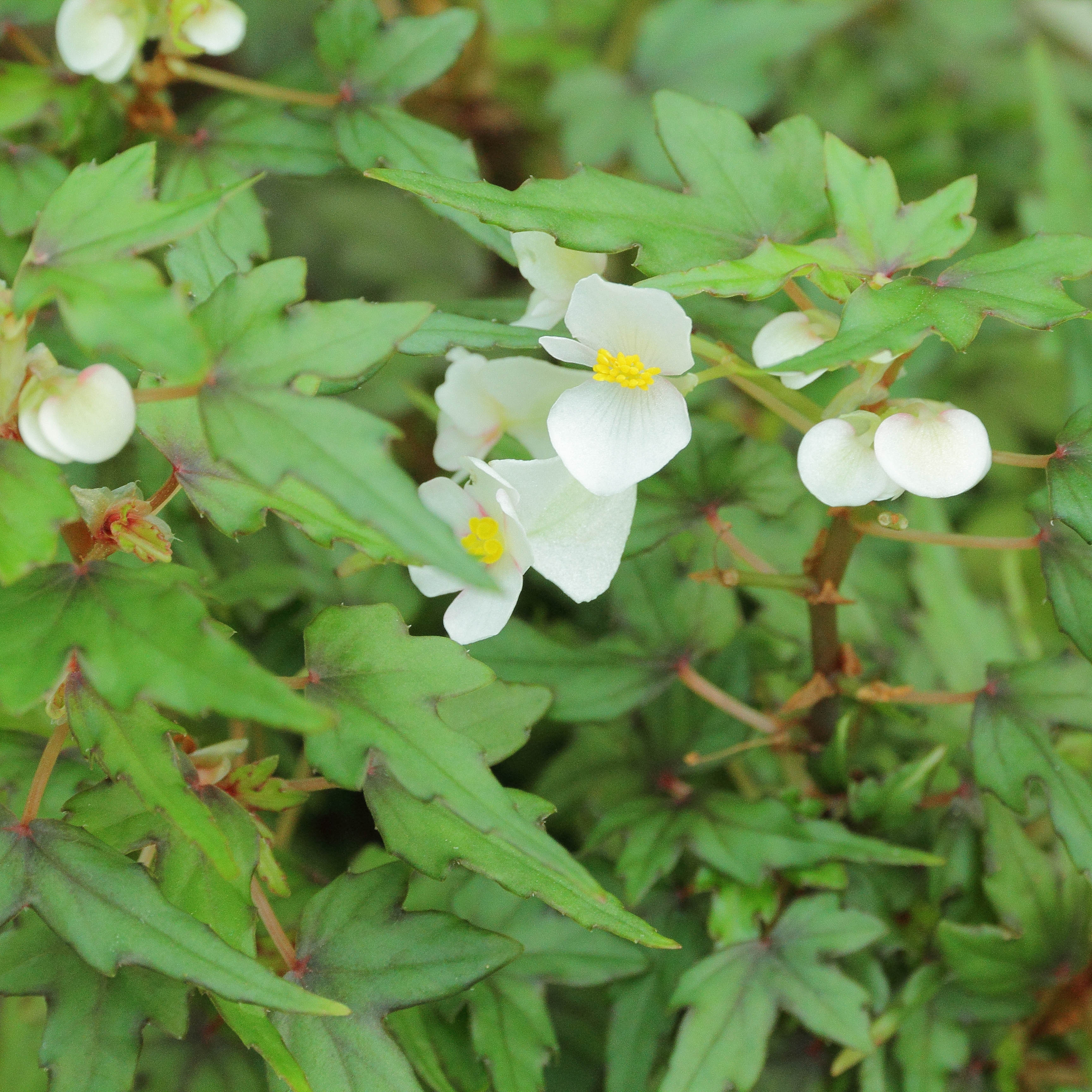
Vue rapprochée
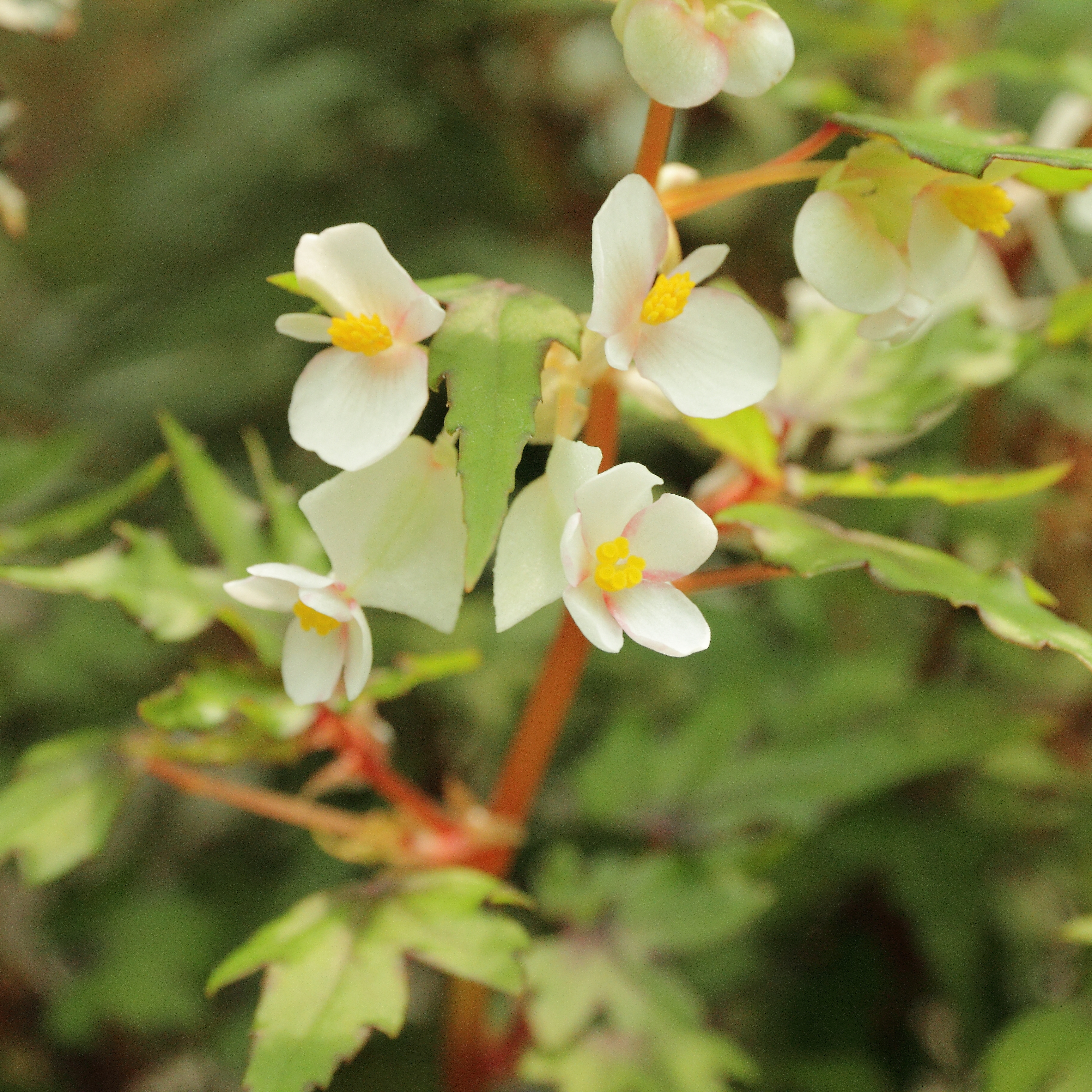
Fleurs mâles (haut) et femelles (bas)

## Répartition géographique
Cette espèce est originaire du pays suivant : Afrique du Sud.

## Liste des variétés
Selon Tropicos (6 février 2017) (Attention liste brute contenant possiblement des synonymes) :
- variété Begonia dregei var. caffra DC.
- variété Begonia dregei var. dregei
- variété Begonia dregei var. macbethii L.H. Bailey
- variété Begonia dregei var. sinuata DC.